# 純祖
純祖（スンジョ、じゅんそ、순조、1790年7月29日 - 1834年12月13日）は、李氏朝鮮の第23代国王（在位：1800年 - 1834年）。諱は玜（コン）。字は公宝（コンボ）。号は純斎（スンジェ）。諡は淵徳顕道景仁純禧体聖凝命欽光錫慶継天配極隆元敦休懿行昭倫熙化浚烈大中至正洪勲哲謨乾始泰亨昌運弘基高明博厚剛健粋精啓統垂暦建功裕範文安武靖英敬成孝大王（清国からの諡号は宣恪王）。元の廟号は「純宗」だったが、1857年に「純祖」とあらためられた。
正祖の次男。実の母は綏嬪朴氏で、孝懿王后の養子。兄の文孝世子の死後、1800年に世子になり、同年に即位した。英祖の妃である貞純王后の摂政で僻派が政治を主導したが、1805年には純元王后の本貫でもある安東金氏による勢道政治が始まっており、次代国王憲宗、次々代国王哲宗まで続くこととなる。純祖は安東金氏を牽制するために豊壌趙氏を重用して、1827年、孝明世子（憲宗の父）が摂政になったが、1830年に孝明世子の死のために失敗した。1834年11月に死去、享年45（満44歳没）。
陵はソウル特別市瑞草区内谷洞にある仁陵。
清から贈られた諡号は、「宣恪王」である。諡号に「慎む恪」の文字を使用しており、朝鮮国王は従順であって欲しいという清の希望を読み取れるが、この諡号は、治世中の公式記録から徹底して取り除かれており、『朝鮮王朝実録』、朝鮮国王の行状、『陵誌文』といったほとんど全ての公式記録から取り除かれ、外交文書以外にはほとんど使用されなかった。『朝鮮王朝実録』は、清から諡号を授かった事実を記録するのみで贈られた諡号を記録していない。その理由は、「夷狄」とみなした清からの諡号を恥辱に感じていたからであり、表向きは清に対して朝貢・冊封の事大をおこない、恭順の姿勢を装うが、清に対する反発が拭い難く根付いていた。
純祖の命令により編纂された『万機要覧』には、松島（現在の竹島）が于山島だとする『東国文献備考』からの転記があることから、大韓民国は竹島（独島）領有の根拠の一つとしている。

## 家系
- 祖父：荘献世子（1735年 - 1762年）
- 祖母：恵慶宮洪氏（1735年 - 1815年）
- 父：正祖（1752年 - 1800年）
- 母：孝懿王后金氏（1753年 - 1821年）
- 生母：綏嬪朴氏（1770年 - 1822年）

### 后妃
- 純元王后（1789年 - 1857年）- 永安府院君金祖淳の娘
  - 孝明世子（1809年 - 1830年）
  - 明温公主（朝鮮語版）（1810年 - 1832年）- 贈 領議政 金賢根正室
  - 福温公主（朝鮮語版）（1818年 - 1832年）- 金炳疇正室
  - 大君（1820年）- 早世
  - 徳温公主（朝鮮語版）（1822年 - 1844年）- 尹宜善正室
  - 哲宗 - 第25代国王。自身の死後、養子となった。

### 後宮
- 淑儀朴氏（朝鮮語版）（生年不詳 - 1854年）
  - 永温翁主（朝鮮語版）（1817年 - 1829年）

王后との間に2男3女、朴氏との間に1女、合わせて2男4女を儲けたが、孝明世子は孫にあたる憲宗を残して早世。憲宗の娘1人（純祖からみて曾孫）も夭折。純祖の娘たちも子供が早世したり、未婚のまま死去したりと、子孫を残せなかったため、純祖の子孫は現在に伝わっていない。また、孫の憲宗の死去により、父の正祖の男系子孫も断絶した。

## 系図
純祖の親類・近親・祖先の詳細
```
荘献世子
━━━┳
懿昭世孫

              ┃ 
       　　　 ┣22代
正祖
━23代
純祖
━
孝明世子
（翼宗）━24代
憲宗

　　　　　　　┃
　　　　　　　┣
恩彦君
━
全渓大院君
━25代
哲宗

　　　　　　　┃
　　　　　　　┣恩信君━
南延君
（養子）━
興宣大院君
━26代
高宗

  　　　　    ┃
  　　　　    ┗
恩全君
```

## 純祖が登場する作品
テレビドラマ
- 『商道』（2001-2002年/MBC）演：チョン・ソニル
- 『イ・サン』（2007-2008年/MBC）演：イ・ジミン
- 『雲が描いた月明り』（2016年/KBS）、演：キム・スンス